# Cebipira
Cebipira là một chi thực vật có hoa trong họ Đậu.